# 巴特·博曼
巴特·博曼（希伯來語：ברט ברמן，1938年12月29日—），生于鹿特丹，是一位以色列裔荷兰钢琴家和作曲家，以擅长诠释弗朗兹·舒伯特及20世纪音乐而著称。他先在阿姆斯特丹音乐学院师从雅各布·斯班德曼学习钢琴，而后师从西奥·布鲁印和阿尔弗雷德·布伦德尔完善了他的钢琴教育。
巴特·博曼曾获优秀荷兰奖，曾在诠释当代音乐的Gaudeamus竞赛中获一等奖，以及Concertgebouw奖和四次青年独奏家竞赛一等奖。他曾在以色列、欧洲和美国演出，既有独奏也有室内音乐合奏。
巴特·博曼曾在阿姆斯特丹音乐学院师从Bertus van Lier和Wouter van den Berg。他曾对很多原作进行了改编，包括海顿、莫扎特和贝多芬的华彩乐段及所有的钢琴协奏曲，还有穆齐奥·克莱门蒂和Daniel Steibelt的第二钢琴配乐。其中最出名的是他对舒伯特未完成的钢琴奏鸣曲和巴赫的“赋格的艺术”的续写作品.

## 外部連結
- 巴特·博曼 主页 （页面存档备份，存于）
- 巴特·博曼 作品 （页面存档备份，存于）
- 关于弗朗兹·舒伯特的注释 （页面存档备份，存于） 由钢琴家 巴特·博曼